# Dookoła Mazowsza 2024
Dookoła Mazowsza 2024 – 67. edycja wyścigu kolarskiego Dookoła Mazowsza, która odbyła się w dniach 24–27 lipca 2024 na liczącej ponad 660 kilometrów trasie składającej się z 4 etapów i biegnącej z Teresina do Kozienic. Impreza kategorii 2.2 była częścią UCI Europe Tour 2024.

## Etapy
| Etap | Data   | Start – Meta                              | type   | Dystans (km) | Zwycięzca etapu | Lider           |
| ---- | ------ | ----------------------------------------- | ------ | ------------ | --------------- | --------------- |
| 1    | 24 lip | Teresin – Teresin                         | płaski | 168          | Mads Andersen   | Mads Andersen   |
| 2    | 25 lip | Grodzisk Mazowiecki – Grodzisk Mazowiecki | płaski | 166,4        | Bartosz Rudyk   | Mads Andersen   |
| 3    | 26 lip | Płońsk – Płońsk                           | płaski | 163,2        | odwołany        |                 |
| 4    | 27 lip | Kozienice – Kozienice                     | płaski | 166,5        | Alan Banaszek   | Bartłomiej Proć |

## Drużyny
| Continental teams (15)- Voster ATS Team - ATT Investments - Airtox-Carl Ras - Maloja Pushbikers - Epronex-Hungary Cycling Team - 2024 Energus Cycling - Santic-Wibatech - P&S Metalltechnik Benotti - Diftar Continental Cycling Team - Motala AIF Serneke Allebike - Tufo-Pardus Prostějov - Team Novo Nordisk Development - Mazowsze Serce Polski - Lubelskie Perła Polski - Team Storck-Metropol Cycling Reprezentacja- Łotwa translation for headoftableIII_translate index 44 not found (2)- Aalborg-Sparekassen Danmark - Team Give Steel-2M Cycling Elite Amatorskie zespoły kolarskie (2)- Bike Market Team - Sensa-Kanjers voor Kanjers Regionalne i klubowe drużyny (8)- Cycling Crew Szostak - Berthold RadTeam - ARBÖ Radteam Feld Am See - Svealand Cycling Team - Pogoń Mostostal Puławy - LV Brandenburg - Cartusia Bike Atelier - LUKS Trójka Piaseczno |
| |

## Wyniki etapów

### Etap 1
| Teresin - Teresin | płaski | (168 km) |

| \| Klasyfikacja etapu \| Klasyfikacja etapu \| Klasyfikacja etapu \| Klasyfikacja etapu \| Klasyfikacja etapu \| \| Kolarz \| Kolarz \| Państwo \| Drużyna \| Czas \| \| ------------------ \| ------------------ \| ------------------ \| ------------------------------- \| ------------------ \| \| 1. \| Mads Andersen \| Dania \| Airtox-Carl Ras \| 3h 36' 45" \| \| 2. \| Bartłomiej Proć \| Polska \| Santic-Wibatech \| + 2" \| \| 3. \| Lars Rouffaer \| Holandia \| Diftar Continental Cycling Team \| + 2" \| |                 |          |                                 |            |
| |                 |          |                                 |            |
| |                 |          |                                 |            |
| Klasyfikacja etapu |                 |          |                                 |            |
| Kolarz | Kolarz          | Państwo  | Drużyna                         | Czas       |
| 1. | Mads Andersen   | Dania    | Airtox-Carl Ras                 | 3h 36' 45" |
| 2. | Bartłomiej Proć | Polska   | Santic-Wibatech                 | + 2"       |
| 3. | Lars Rouffaer   | Holandia | Diftar Continental Cycling Team | + 2"       |

| \| Klasyfikacja generalna \| Klasyfikacja generalna \| Klasyfikacja generalna \| Klasyfikacja generalna \| Klasyfikacja generalna \| \| Kolarz \| Kolarz \| Państwo \| Drużyna \| Czas \| \| ---------------------- \| ---------------------- \| ---------------------- \| ---------------------- \| ---------------------- \| \| 1. \| Mads Andersen \| Dania \| Airtox-Carl Ras \| 3h 36' 33" \| \| 2. \| Bartłomiej Proć \| Polska \| Santic-Wibatech \| + 8" \| \| 3. \| Michał Pomorski \| Polska \| Mazowsze Serce Polski \| + 8" \| |                 |         |                       |            |
| |                 |         |                       |            |
| |                 |         |                       |            |
| Klasyfikacja generalna |                 |         |                       |            |
| Kolarz | Kolarz          | Państwo | Drużyna               | Czas       |
| 1. | Mads Andersen   | Dania   | Airtox-Carl Ras       | 3h 36' 33" |
| 2. | Bartłomiej Proć | Polska  | Santic-Wibatech       | + 8"       |
| 3. | Michał Pomorski | Polska  | Mazowsze Serce Polski | + 8"       |

### Etap 2
| Grodzisk Mazowiecki - Grodzisk Mazowiecki | płaski | (166,4 km) |

| \| Klasyfikacja etapu \| Klasyfikacja etapu \| Klasyfikacja etapu \| Klasyfikacja etapu \| Klasyfikacja etapu \| \| Kolarz \| Kolarz \| Państwo \| Drużyna \| Czas \| \| ------------------ \| ------------------ \| ------------------ \| -------------------------- \| ------------------ \| \| 1. \| Bartosz Rudyk \| Polska \| ATT Investments \| 3h 22' 14" \| \| 2. \| Cas van der Veen \| Holandia \| Sensa-Kanjers voor Kanjers \| + 0" \| \| 3. \| Michał Pomorski \| Polska \| Mazowsze Serce Polski \| + 0" \| |                  |          |                            |            |
| |                  |          |                            |            |
| |                  |          |                            |            |
| Klasyfikacja etapu |                  |          |                            |            |
| Kolarz | Kolarz           | Państwo  | Drużyna                    | Czas       |
| 1. | Bartosz Rudyk    | Polska   | ATT Investments            | 3h 22' 14" |
| 2. | Cas van der Veen | Holandia | Sensa-Kanjers voor Kanjers | + 0"       |
| 3. | Michał Pomorski  | Polska   | Mazowsze Serce Polski      | + 0"       |

| \| Klasyfikacja generalna \| Klasyfikacja generalna \| Klasyfikacja generalna \| Klasyfikacja generalna \| Klasyfikacja generalna \| \| Kolarz \| Kolarz \| Państwo \| Drużyna \| Czas \| \| ---------------------- \| ---------------------- \| ---------------------- \| ---------------------- \| ---------------------- \| \| 1. \| Mads Andersen \| Dania \| Airtox-Carl Ras \| 6h 58' 47" \| \| 2. \| Bartosz Rudyk \| Polska \| ATT Investments \| + 1" \| \| 3. \| Michał Pomorski \| Polska \| Mazowsze Serce Polski \| + 1" \| |                 |         |                       |            |
| |                 |         |                       |            |
| |                 |         |                       |            |
| Klasyfikacja generalna |                 |         |                       |            |
| Kolarz | Kolarz          | Państwo | Drużyna               | Czas       |
| 1. | Mads Andersen   | Dania   | Airtox-Carl Ras       | 6h 58' 47" |
| 2. | Bartosz Rudyk   | Polska  | ATT Investments       | + 1"       |
| 3. | Michał Pomorski | Polska  | Mazowsze Serce Polski | + 1"       |

### Etap 3
| Płońsk - Płońsk | płaski | (163,2 km) |

Etap został odwołany.

### Etap 4
| Kozienice - Kozienice | płaski | (166,5 km) |

| \| Klasyfikacja etapu \| Klasyfikacja etapu \| Klasyfikacja etapu \| Klasyfikacja etapu \| Klasyfikacja etapu \| \| Kolarz \| Kolarz \| Państwo \| Drużyna \| Czas \| \| ------------------ \| ------------------ \| ------------------ \| -------------------------- \| ------------------ \| \| 1. \| Alan Banaszek \| Polska \| Mazowsze Serce Polski \| 3h 22' 34" \| \| 2. \| Cas van der Veen \| Holandia \| Sensa-Kanjers voor Kanjers \| + 0" \| \| 3. \| Bartłomiej Proć \| Polska \| Santic-Wibatech \| + 0" \| |                  |          |                            |            |
| |                  |          |                            |            |
| |                  |          |                            |            |
| Klasyfikacja etapu |                  |          |                            |            |
| Kolarz | Kolarz           | Państwo  | Drużyna                    | Czas       |
| 1. | Alan Banaszek    | Polska   | Mazowsze Serce Polski      | 3h 22' 34" |
| 2. | Cas van der Veen | Holandia | Sensa-Kanjers voor Kanjers | + 0"       |
| 3. | Bartłomiej Proć  | Polska   | Santic-Wibatech            | + 0"       |

## Klasyfikacje

### Klasyfikacja generalna
| \| Klasyfikacja generalna \| Klasyfikacja generalna \| Klasyfikacja generalna \| Klasyfikacja generalna \| Klasyfikacja generalna \| \| Kolarz \| Kolarz \| Państwo \| Drużyna \| Czas \| \| ---------------------- \| ---------------------- \| ---------------------- \| ------------------------------- \| ---------------------- \| \| 1. \| Bartłomiej Proć \| Polska \| Santic-Wibatech \| 10h 21' 20" \| \| 2. \| Mads Andersen \| Dania \| Airtox-Carl Ras \| + 1" \| \| 3. \| Bartosz Rudyk \| Polska \| ATT Investments \| + 2" \| \| 4. \| Michał Pomorski \| Polska \| Mazowsze Serce Polski \| + 2" \| \| 5. \| Cas van der Veen \| Holandia \| Sensa-Kanjers voor Kanjers \| + 3" \| \| 6. \| Alan Banaszek \| Polska \| Mazowsze Serce Polski \| + 5" \| \| 7. \| Alexander Arnt Hansen \| Dania \| Airtox-Carl Ras \| + 9" \| \| 8. \| Tobias Nolde \| Niemcy \| P&S Metalltechnik Benotti \| + 9" \| \| 9. \| Matias Malmberg \| Dania \| Maloja Pushbikers \| + 9" \| \| 10. \| Lars Rouffaer \| Holandia \| Diftar Continental Cycling Team \| + 11" \| |                       |          |                                 |             |
| |                       |          |                                 |             |
| Źródło: ProCyclingStats |                       |          |                                 |             |
| Klasyfikacja generalna |                       |          |                                 |             |
| Kolarz | Kolarz                | Państwo  | Drużyna                         | Czas        |
| 1. | Bartłomiej Proć       | Polska   | Santic-Wibatech                 | 10h 21' 20" |
| 2. | Mads Andersen         | Dania    | Airtox-Carl Ras                 | + 1"        |
| 3. | Bartosz Rudyk         | Polska   | ATT Investments                 | + 2"        |
| 4. | Michał Pomorski       | Polska   | Mazowsze Serce Polski           | + 2"        |
| 5. | Cas van der Veen      | Holandia | Sensa-Kanjers voor Kanjers      | + 3"        |
| 6. | Alan Banaszek         | Polska   | Mazowsze Serce Polski           | + 5"        |
| 7. | Alexander Arnt Hansen | Dania    | Airtox-Carl Ras                 | + 9"        |
| 8. | Tobias Nolde          | Niemcy   | P&S Metalltechnik Benotti       | + 9"        |
| 9. | Matias Malmberg       | Dania    | Maloja Pushbikers               | + 9"        |
| 10. | Lars Rouffaer         | Holandia | Diftar Continental Cycling Team | + 11"       |

| Klasyfikacja punktowa | Klasyfikacja punktowa | Klasyfikacja punktowa | Klasyfikacja punktowa     | Klasyfikacja punktowa |
| Kolarz                | Kolarz                | Państwo               | Drużyna                   | Punkty                |
| --------------------- | --------------------- | --------------------- | ------------------------- | --------------------- |
| 1.                    | Michał Pomorski       | Polska                | Mazowsze Serce Polski     | 9 pkt                 |
| 2.                    | Matias Malmberg       | Dania                 | Maloja Pushbikers         | 6 pkt                 |
| 3.                    | Alexander Arnt Hansen | Dania                 | Airtox-Carl Ras           | 6 pkt                 |
| 4.                    | Tobias Nolde          | Niemcy                | P&S Metalltechnik Benotti | 6 pkt                 |
| 5.                    | Bartłomiej Proć       | Polska                | Santic-Wibatech           | 5 pkt                 |

| Klasyfikacja punktowa | Klasyfikacja punktowa | Klasyfikacja punktowa | Klasyfikacja punktowa     | Klasyfikacja punktowa |
| Kolarz                | Kolarz                | Państwo               | Drużyna                   | Punkty                |
| --------------------- | --------------------- | --------------------- | ------------------------- | --------------------- |
| 1.                    | Michał Pomorski       | Polska                | Mazowsze Serce Polski     | 9 pkt                 |
| 2.                    | Matias Malmberg       | Dania                 | Maloja Pushbikers         | 6 pkt                 |
| 3.                    | Alexander Arnt Hansen | Dania                 | Airtox-Carl Ras           | 6 pkt                 |
| 4.                    | Tobias Nolde          | Niemcy                | P&S Metalltechnik Benotti | 6 pkt                 |
| 5.                    | Bartłomiej Proć       | Polska                | Santic-Wibatech           | 5 pkt                 |

| Klasyfikacja sprinterska | Klasyfikacja sprinterska | Klasyfikacja sprinterska | Klasyfikacja sprinterska | Klasyfikacja sprinterska |
| Kolarz                   | Kolarz                   | Państwo                  | Drużyna                  | Punkty                   |
| ------------------------ | ------------------------ | ------------------------ | ------------------------ | ------------------------ |

| Klasyfikacja sprinterska | Klasyfikacja sprinterska | Klasyfikacja sprinterska | Klasyfikacja sprinterska | Klasyfikacja sprinterska |
| Kolarz                   | Kolarz                   | Państwo                  | Drużyna                  | Punkty                   |
| ------------------------ | ------------------------ | ------------------------ | ------------------------ | ------------------------ |

| Klasyfikacja młodzieżowa | Klasyfikacja młodzieżowa | Klasyfikacja młodzieżowa | Klasyfikacja młodzieżowa        | Klasyfikacja młodzieżowa |
| Kolarz                   | Kolarz                   | Państwo                  | Drużyna                         | Czas                     |
| ------------------------ | ------------------------ | ------------------------ | ------------------------------- | ------------------------ |
| 1.                       | Michał Pomorski          | Polska                   | Mazowsze Serce Polski           | 10h 21' 22"              |
| 2.                       | Cas van der Veen         | Holandia                 | Sensa-Kanjers voor Kanjers      | + 1"                     |
| 3.                       | Alexander Arnt Hansen    | Dania                    | Airtox-Carl Ras                 | + 7"                     |
| 4.                       | Lars Rouffaer            | Holandia                 | Diftar Continental Cycling Team | + 9"                     |
| 5.                       | Piotr Maślak             | Polska                   | Voster ATS Team                 | + 11"                    |

| Klasyfikacja młodzieżowa | Klasyfikacja młodzieżowa | Klasyfikacja młodzieżowa | Klasyfikacja młodzieżowa        | Klasyfikacja młodzieżowa |
| Kolarz                   | Kolarz                   | Państwo                  | Drużyna                         | Czas                     |
| ------------------------ | ------------------------ | ------------------------ | ------------------------------- | ------------------------ |
| 1.                       | Michał Pomorski          | Polska                   | Mazowsze Serce Polski           | 10h 21' 22"              |
| 2.                       | Cas van der Veen         | Holandia                 | Sensa-Kanjers voor Kanjers      | + 1"                     |
| 3.                       | Alexander Arnt Hansen    | Dania                    | Airtox-Carl Ras                 | + 7"                     |
| 4.                       | Lars Rouffaer            | Holandia                 | Diftar Continental Cycling Team | + 9"                     |
| 5.                       | Piotr Maślak             | Polska                   | Voster ATS Team                 | + 11"                    |

| Klasyfikacja drużynowa | Klasyfikacja drużynowa          | Klasyfikacja drużynowa | Klasyfikacja drużynowa |
| Drużyna                | Drużyna                         | Państwo                | Czas                   |
| ---------------------- | ------------------------------- | ---------------------- | ---------------------- |
| 1.                     | Airtox-Carl Ras                 | Dania                  | 31h 04' 43"            |
| 2.                     | Sensa-Kanjers voor Kanjers      | Holandia               | + 2"                   |
| 3.                     | Mazowsze Serce Polski           | Polska                 | + 2"                   |
| 4.                     | Santic-Wibatech                 | Niemcy                 | + 2"                   |
| 5.                     | Diftar Continental Cycling Team | Holandia               | + 2"                   |

| Klasyfikacja drużynowa | Klasyfikacja drużynowa          | Klasyfikacja drużynowa | Klasyfikacja drużynowa |
| Drużyna                | Drużyna                         | Państwo                | Czas                   |
| ---------------------- | ------------------------------- | ---------------------- | ---------------------- |
| 1.                     | Airtox-Carl Ras                 | Dania                  | 31h 04' 43"            |
| 2.                     | Sensa-Kanjers voor Kanjers      | Holandia               | + 2"                   |
| 3.                     | Mazowsze Serce Polski           | Polska                 | + 2"                   |
| 4.                     | Santic-Wibatech                 | Niemcy                 | + 2"                   |
| 5.                     | Diftar Continental Cycling Team | Holandia               | + 2"                   |

### Liderzy klasyfikacji
| Etap   |        | Pierwsze miejsce _ | Klasyfikacja generalna | Punktowa        | Młodzieżowa     | Drużynowa _     |
| ------ | ------ | ------------------ | ---------------------- | --------------- | --------------- | --------------- |
| 1      | płaski | Mads Andersen      | Mads Andersen          | Michał Pomorski | Michał Pomorski | Airtox-Carl Ras |
| 2      | płaski | Bartosz Rudyk      | Mads Andersen          | Michał Pomorski | Michał Pomorski | Airtox-Carl Ras |
| 3      | płaski | odwołany           | brak danych            | brak danych     | brak danych     | brak danych     |
| 4      | płaski | Alan Banaszek      | Bartłomiej Proć        | Michał Pomorski | Michał Pomorski | Airtox-Carl Ras |
| Koniec | Koniec |                    | Bartłomiej Proć        | Michał Pomorski | Michał Pomorski | Airtox-Carl Ras |